# Gmina związkowa Heßheim
Gmina związkowa Heßheim (niem. Verbandsgemeinde Heßheim) – dawna gmina związkowa w Niemczech, w kraju związkowym Nadrenia-Palatynat, w powiecie Rhein-Pfalz. Siedziba gminy związkowej znajdowała się w miejscowości Heßheim. 1 lipca 2014 gmina związkowa została połączona z gminą bezzwiązkową Lambsheim tworząc nową gminę związkową Lambsheim-Heßheim.

## Podział administracyjny
Gmina związkowa zrzeszała pięć gmin wiejskich:
1. Beindersheim
2. Großniedesheim
3. Heßheim
4. Heuchelheim bei Frankenthal
5. Kleinniedesheim